# Зорниця (Варненська область)
Зорни́ця (болг. Зорница) — село у Варненській області Болгарії. Входить до складу общини Аксаково.

## Населення
За даними перепису населення 2011 року у селі проживали 130 осіб, з них 117 осіб (92,1%) — болгари.
Розподіл населення за віком у 2011 році:
Динаміка населення: